# A The Royals epizódjainak listája
Ez a cikk a The Royals című sorozat epizódjait tartalmazza.

## Évados áttekintés
| Évad | Évad | Epizódok | Eredeti sugárzás   | Eredeti sugárzás  | Eredeti adó | Magyar sugárzás   | Magyar sugárzás   | Magyar adó |
| Évad | Évad | Epizódok | Évadpremier        | Évadfinálé        | Eredeti adó | Évadpremier       | Évadfinálé        | Magyar adó |
| ---- | ---- | -------- | ------------------ | ----------------- | ----------- | ----------------- | ----------------- | ---------- |
|      | 1    | 10       | 2015. március 15.  | 2015. május 17.   | Е!          | 2018. február 17. | 2018. március 17. | Sony Max   |
|      | 2    | 10       | 2015. november 15. | 2016. január 17.  | Е!          | 2018. március 24. | 2018. április 21. | Sony Max   |
|      | 3    | 10       | 2016. december 4.  | 2017. február 19. | Е!          | 2018. április 28. | 2018. május 26.   | Sony Max   |
|      | 4    | 10       | 2018. március 11.  | 2018. május 13.   | Е!          | 2018. június 2.   | 2018. június 30.  | Sony Max   |

## 1. évad (2015)
| Sor. | Év. | Cím                                         | Rendező          | Író               | Premier                             | Nézettség   |
| ---- | --- | ------------------------------------------- | ---------------- | ----------------- | ----------------------------------- | ----------- |
| 1.   | 1.  | Stand and Unfold Yourself                   | Mark Schwahn     | Mark Schwahn      | 2015. március 15. 2018. február 17. | 1,41 millió |
| 2.   | 2.  | Infants of the Spring                       | Mark Schwahn     | Mark Schwahn      | 2015. március 22. 2018. február 17. | 1,32 millió |
| 3.   | 3.  | We Are Pictures, or Mere Beasts             | Arlene Sanford   | Mark Schwahn      | 2015. március 29. 2018. február 24. | 0,83 millió |
| 4.   | 4.  | Sweet, Not Lasting                          | Jean de Segonzac | Johnny Richardson | 2015. április 5. 2018. február 24.  | 1,12 millió |
| 5.   | 5.  | Unmask Her Beauty to the Moon               | Arlene Sanford   | Julia Cohen       | 2015. április 12. 2018. március 3.  | 1,07 millió |
| 6.   | 6.  | The Slings and Arrows of Outrageous Fortune | Jean de Segonzac | Mark Schwahn      | 2015. április 19. 2018. március 3.  | 1,12 millió |
| 7.   | 7.  | Your Sovereignty of Reason                  | Tom Vaughan      | Scarlett Lacey    | 2015. április 26. 2018. március 10. | 1,13 millió |
| 8.   | 8.  | The Great Man Down                          | Mark Schwahn     | Mark Schwahn      | 2018. május 3. 2018. március 10.    | 1,19 millió |
| 9.   | 9.  | In My Heart There Was a Kind of Fighting    | Tom Vaughan      | Mark Schwahn      | 2018. május 10. 2018. március 17.   | 1,17 millió |
| 10.  | 10. | Our Wills and Fates Do So Contrary Run      | Mark Schwahn     | Mark Schwahn      | 2015. május 17. 2018. március 17.   | 1,15 millió |

## 2. évad (2015-2016)
| Sor. | Év. | Cím                                                              | Rendező          | Író               | Premier                              | Nézettség   |
| ---- | --- | ---------------------------------------------------------------- | ---------------- | ----------------- | ------------------------------------ | ----------- |
| 11.  | 1.  | It Is Not, nor It Cannot Come to Good                            | Mark Schwahn     | Mark Schwahn      | 2015. november 15. 2018. március 24. | 0,84 millió |
| 12.  | 2.  | Welcome Is Fashion and Ceremony                                  | Michael Lange    | Mark Schwahn      | 2015. november 22. 2018. március 24. | 0,73 millió |
| 13.  | 3.  | Is Not This Something More Than Fantasy?                         | Tom Vaughan      | Mark Schwahn      | 2015. november 29. 2018. március 31. | 0,53 millió |
| 14.  | 4.  | What, Has This Thing Appear'd Again Tonight?                     | Mark Schwahn     | Mark Schwahn      | 2015. december 6. 2018. március 31.  | 0,63 millió |
| 15.  | 5.  | The Spirit That I Have Seen                                      | Tom Vaughan      | Julia Cohen       | 2015. december 13. 2018. április 7.  | 0,65 millió |
| 16.  | 6.  | Doubt Truth to Be a Liar                                         | Tara Nicole Weyr | Johnny Richardson | 2015. december 20. 2018. április 7.  | 0,71 millió |
| 17.  | 7.  | Taint Not Thy Mind, nor Let Thy Soul Contrive Against Thy Mother | James Lafferty   | Scarlett Lacey    | 2015. december 27. 2018. április 14. | 0,67 millió |
| 18.  | 8.  | Be All My Sins Remembered                                        | Mark Schwahn     | Mark Schwahn      | 2016. január 3. 2018. április 14.    | 0,82 millió |
| 19.  | 9.  | And Then It Started Like a Guilty Thing                          | Les Butler       | Mark Schwahn      | 2016. január 10. 2018. április 21.   | 0,81 millió |
| 20.  | 10. | The Serpent That Did Sting Thy Father's Life                     | Mark Schwahn     | Mark Schwahn      | 2016. január 17. 2018. április 21.   | 0,85 millió |

## 3. évad (2016-2017)
| Sor. | Év. | Cím                                           | Rendező        | Író                         | Premier                              | Nézettség   |
| ---- | --- | --------------------------------------------- | -------------- | --------------------------- | ------------------------------------ | ----------- |
| 21.  | 1.  | Together With Remembrance of Ourselves        | Mark Schwahn   | Mark Schwahn                | 2016. december 4. 2018. április 28.  | 0,61 millió |
| 22.  | 2.  | Passing Through Nature to Eternity            | James Lafferty | Mark Schwahn                | 2016. december 11. 2018. április 28. | 0,68 millió |
| 23.  | 3.  | Aye, There's the Rub                          | Les Butler     | Mike Herro és David Strauss | 2016. december 18. 2018. május 5.    | 0,53 millió |
| 24.  | 4.  | Our (Late) Dear Brother's Death               | Erica Dunton   | Johnny Richardson           | 2017. január 1. 2018. május 5.       | 0,46 millió |
| 25.  | 5.  | Born to Set it Right                          | James Lafferty | Scarlett Lacey              | 2017. január 8. 2018. május 12.      | 0,54 millió |
| 26.  | 6.  | More Than Kin, and Less Than Kind             | Mark Schwahn   | Mark Schwahn                | 2017. január 15. 2018. május 12.     | 0,46 millió |
| 27.  | 7.  | The Counterfeit Presentment of Two Brothers   | Menhaj Huda    | Brian Fernandes             | 2017. január 22. 2018. május 19.     | 0,57 millió |
| 28.  | 8.  | In the Same Figure, Like the King That's Dead | Clark Mathis   | Mark Schwahn                | 2017. január 29. 2018. május 19.     | 0,50 millió |
| 29.  | 9.  | O, Farewell, Honest Soldier                   | Les Butler     | Mark Schwahn                | 2017. február 12. 2018. május 26.    | 0,47 millió |
| 30.  | 10. | To Show My Duty in Your Coronation            | Mark Schwahn   | Mark Schwahn                | 2017. február 19. 2018. május 26.    | 0,52 millió |

## 4. évad (2018)
| Sor. | Év. | Cím                                              | Rendező        | Író             | Premier                            | Nézettség   |
| ---- | --- | ------------------------------------------------ | -------------- | --------------- | ---------------------------------- | ----------- |
| 31.  | 1.  | How Prodigal the Soul                            | Mark Schwahn   | Mark Schwahn    | 2018. március 11. 2018. június 2.  | 0,50 millió |
| 32.  | 2.  | Confess Yourself to Heaven                       | Les Butler     | Terrence Coli   | 2018. március 18. 2018. június 2.  | 0,45 millió |
| 33.  | 3.  | Seek For thy Noble Father in The Dust            | Clark Mathis   | Mark Schwahn    | 2018. március 25. 2018. június 9.  | 0,42 millió |
| 34.  | 4.  | Black As His Purpose Did The Night Resemble      | Mark Schwahn   | Mark Schwahn    | 2018. április 1. 2018. június 9.   | 0,35 millió |
| 35.  | 5.  | There's Daggers in Men's Smiles                  | James Lafferty | Scarlett Lacey  | 2018. április 8. 2018. június 16.  | 0,39 millió |
| 36.  | 6.  | My News Shall Be The Fruit To That Great Feast   | Erica Dunton   | Mark Schwahn    | 2018. április 15. 2018. június 16. | 0,35 millió |
| 37.  | 7.  | Forgive Me This My Virtue                        | Clark Mathis   | Brian Fernandes | 2018. április 22. 2018. június 23. | 0,35 millió |
| 38.  | 8.  | In The Dead Vast and Middle of The Night         | James Lafferty | Mark Schwahn    | 2018. április 29. 2018. június 23. | 0,39 millió |
| 39.  | 9.  | Foul Deeds Will Rise                             | Les Butler     | Mark Schwahn    | 2018. május 6. 2018. június 30.    | 0,39 millió |
| 40.  | 10. | With Mirth in Funeral and With Dirge in Marriage | Mark Schwahn   | Mark Schwahn    | 2018. május 13. 2018. június 30.   | 0,42 millió |